# Genpact
Genpact este o companie multinațională care se ocupă cu furnizarea de servicii externalizate pentru companii. Sediul central este la New York. În întreaga lume, cei 66.000 de angajați lucrează cu peste 100 de companii listate de revista Fortune 500. În Europa, Genpact operează în România, Polonia, Cehia, Olanda și Marea Britanie, oferind servicii în domeniul financiar - contabil.

## Istorie

### Înființarea și primele evoluții
Genpact a fost înființată în 1997 ca unitate a General Electric. Compania a fost înființată sub numele de GE Capital International Services (GECIS) în New Delhi. Pornind cu 20 de angajați sub conducerea directorului general Pramod Bhasin, statutul său a fost de a furniza soluții de externalizare a proceselor de afaceri pentru întreprinderile GE. La început, GECIS a creat procese de externalizare a activităților de back-office pentru GE Capital, cum ar fi procesarea împrumuturilor auto și a tranzacțiilor cu carduri de credit. A fost un concept experimental la acea vreme și a reprezentat începutul industriei de externalizare a proceselor de afaceri (BPO).
La un an de la lansare, GECIS avea aproximativ 800 de angajați și a generat venituri de 4 milioane de dolari. Până în 2001, operațiunile GECIS ajunseseră la 12.000 de angajați, iar compania a început să gestioneze o gamă largă de procese în cadrul serviciilor financiare și al activităților de producție ale GE. Jack Welsh, CEO al GE la acea vreme, a declarat că GECIS a fost un motor cheie al creșterii GE între 1998 și 2001 și a fost responsabilă pentru reducerea costurilor de operare cu aproximativ 1 miliard de dolari SUA.
În 2003, GE și-a redus participația la GECIS la 40% și a vândut restul participației către două firme americane de capital privat. La momentul vânzării, GECIS avea aproximativ 13.000 de angajați în India și 4.000 de angajați în SUA, China, Ungaria și Mexic, furnizând o gamă de soluții în domenii precum finanțe și contabilitate, procesarea cererilor de despăgubire pentru asigurări, gestionarea IT și asistență tehnică.
Până în 2004, GECIS a supravegheat aproximativ 700 de procese de afaceri pentru GE, care au migrat din SUA în India, generând venituri de 426 de milioane de dolari.

### Independență și creștere internațională
În ianuarie 2005, compania a devenit independentă și a început să deservească clienți din afara GE. Ca parte a acestei tranziții, compania și-a schimbat numele în Genpact pentru "generarea de impact asupra afacerilor". Tot în 2005, compania a deschis birouri suplimentare în India și, până la sfârșitul anului, a înregistrat venituri de 493 de milioane de dolari, 15% provenind de la noi clienți globali, iar restul de 85% de la GE. În 2006, Genpact s-a extins în continuare în India, Filipine, Mexic și China.
În august 2007, Genpact a fost listată la bursa din New York sub simbolul "G". Compania a continuat să se dezvolte, deschizând birouri în alte șase țări în același an și lansând un joint venture cu compania indiană NDTV pentru a oferi servicii de externalizare pentru industria media. În 2008, compania a depășit pragul de 1 miliard de dolari americani în venituri, 53% dintre acestea provenind de la alți clienți decât GE.
Începând cu 2010, compania și-a concentrat din ce în ce mai mult operațiunile și prezența în Europa și SUA. Ca parte a schimbării spre vest, compania și-a mutat sediul central la New York, iar în 2011, Bhasin a renunțat la funcția de director general și a devenit vicepreședinte neexecutiv al companiei. La 17 iunie 2011, a fost succedat de NV "Tiger" Tyagarajan, care a fost numit în Consiliul de administrație și a devenit noul director general al Genpact. Tyagarajan a fost anterior director general al Genpact între 1999 și 2002, când a condus afacerea într-o fază de creștere critică ca filială a GE. Când Genpact a devenit o companie independentă, el s-a reîntors în firmă de la GE Capital U.S. în calitate de vicepreședinte executiv pentru vânzări și dezvoltarea afacerilor, din 2005 până în 2009. Ulterior, a preluat rolul de director operațional al firmei, înainte de a fi numit CEO în 2011. 
Bain Capital a devenit cel mai mare acționar al firmei în octombrie 2012.

### Evoluții recente
În 2019, Genpact a devenit un partener oficial al echipei de Formula E Envision Virgin Racing.
În 2020, Genpact a generat venituri de 3,7 miliarde de dolari și avea peste 100.000 de angajați în peste 30 de țări. 
În septembrie 2020, Agenția de Reglementare a Medicamentelor și a Produselor Medicale din Marea Britanie a însărcinat Genpact să furnizeze o soluție software de inteligență artificială pentru a procesa volumul mare de informații privind reacțiile adverse la vaccinul COVID-19 și pentru a se asigura că niciun detaliu nu a fost omis din textele privind reacțiile adverse la medicamente. MHRA și Genpact au anunțat extinderea parteneriatului în ianuarie 2022. 
În august 2021, Genpact a semnat un contract de transformare digitală pe mai mulți ani cu Coca-Cola în Africa. Pe 4 august 2021, Genpact a lansat la Londra o campanie de combatere a schimbărilor climatice. A fost expusă o mașină electrică de curse pentru competiții de Formula E făcută din gheață, iar publicul a putut estima viteza de topire a blocului de gheață de 7 tone. Banii generați au fost folosiți pentru a susține proiectul Artic Ice.
În timpul pandemiei de COVID-19, Genpact și-a lansat platforma internă de instruire și recalificare, „Genome”, pentru accesul public. Totodată, compania a lansat un program numit Rise Together, care a susținut persoanele provenite din comunități cu familiile grav afectate de COVID-19. În același an, compania și-a extins operațiunile în Germania și a fost adăugată la indicele bancar S&P 400 Mid-Cap. De asemenea, compania a semnat un acord cu Institutul Național de Inginerie Industrială din Mumbai pentru a înființa un centru de fabricație digitală și lanț de aprovizionare, sprijinind transformarea procesului de fabricare tradițional într-unuldigital.
În 2022, Genpact a fost adăugată pe lista Bloomberg Gender Equality Index.

## Compania

### Structura organizatorică
Conform declarațiilor proprii, compania Genpact este structurată la nivel internațional în patru divizii și este reprezentată în peste 30 de țări. 
Diviziile și țările asociate sunt:    
- India
- America de Nord și de Sud: Canada, SUA, Mexic, Guatemala, Costa Rica, Brazilia
- Asia-Pacific: India, China, Japonia, Filipine, Malaezia, Singapore, Australia
- Europa-Orientul Mijlociu-Africa: Țările de Jos, Irlanda, Regatul Unit, Portugalia, Egipt, Africa de Sud, Germania, Polonia,Cehia, Ungaria, România, Bulgaria, Israel.

India este în prezent cea mai mare piață pentru Genpact, urmată de America, Asia-Pacific și EMEA.

### Structura de management
Genpact este condusă de o echipă de conducere formată din 17 membri (2022), pe care compania o numește Consiliul de conducere Genpact. N.V. "Tiger" Tyagarajan ocupă funcția de președinte și CEO al Genpact din 2011. Alți membri sunt Global OO Sameer Dewan și CFO Mike Weiner.  
Consiliul de administrație al companiei Genpact este format din 10 membri. Președintele este Jim Madden, prezent în consiliul de administrație începând cu 2005.

### Structura de finanțe
Cifra de afaceri în 2021: 4,2  miliarde euro
Începând de la listarea la bursă în 2007, Genpact și-a mărit veniturile de la 823 de milioane de dolari, la 4 miliarde de dolari în 2021. Următoarea listă oferă o imagine de ansamblu a celor mai importante rezultate financiare din ultimii ani:
| Date                           | 2017     | 2018     | 2019     | 2020     | 2021     |
| ------------------------------ | -------- | -------- | -------- | -------- | -------- |
| Cifra de afaceri (în milioane) | $2.736,9 | $3.000,9 | $3.520,5 | $3.709,4 | $4,022.2 |
| Profit (în milioane)           | $1.053,2 | $1.079,0 | $1.225,8 | $1.291,2 | $1,432.0 |

### Genpact în România
Compania a intrat pe piața din România în anul 2005 când a deschis centrul de servicii din București, iar doi ani mai târziu a deschis al doilea centru de Business Process Outsourcing (BPO) de pe piața locală, la Cluj.Genpact a fost prima companie de management al proceselor de business intrată în România. În anul 2009, compania avea 1.400 de angajați în România, din care 1.200 erau concentrați în filiala din București.

## Servicii și produse
Genpact operează centre de servicii partajate la nivel mondial și desfășoară activități de consultanță și servicii digitale. 

### Clienți și unități de afaceri
Conform declarațiilor companiei, peste 700 de clienți din întreaga lume solicită serviciile Genpact. Lista clienților include multe dintre companiile de pe lista Fortune Global 500. Pe lângă General Electric, care a reprezentat 9% din veniturile Genpact în 2021, printre clienții actuali se numără mărci și companii precum Astellas, Aon, Bayer, Coca-Cola, Dentsu, Heineken, Hitachi,  Fujitsu, Mondelez și Credit Suisse.
Clienții provin din sectoarele de înaltă tehnologie, producție și servicii, bunuri de larg consum, comerț cu amănuntul, sănătate, bănci și asigurări. Sectoarele de activitate deservite includ achizițiile și contabilitatea, lanțul de aprovizionare, logistică, distribuție, gestionarea riscurilor și conformitatea produselor, serviciile pentru clienți, leasingul, asigurările, reglementările și securitatea IT.

### Accent pe digitalizare
Serviciile Genpact presupun implementarea proceselor și inovațiilor digitale și consilierea companiilor în ceea ce privește proiectarea și adoptarea soluțiilor digitale. 
Astfel, în ultimii ani, compania a dezvoltat în mod special două platforme digitale:
- „Genpact Cora” este o platformă de afaceri cu asistență oferită de inteligența artificială, care susține proiectele de transformare digitală și care oferă o aplicație practică. Platforma de afaceri cuprinde elemente precum automatizare, analiză și software avansat de inteligență artificială si o raportare financiară mai rapidă.[29][30]
- „Genome” este o platformă digitală de instruire pe care clienții Genpact Learning-as-a-Service o pot folosi pentru a-și putea instrui angajații în domeniile industriei, în domeniul digital, al consultanței și în dezvoltarea ("perfecționarea") competențelor profesionale.[31]